# Энквист, Пер Улов
Пер Улов Энквист (швед. Per Olov Enquist; 23 сентября 1934, Йоггбёле, Вестерботтен — 25 апреля 2020) — шведский писатель, драматург, киносценарист. Автор исторических романов «Визит лейб-медика», «Книга о Бланш и Мари» и др.

## Биография
Пер Улоф вырос на севере Швеции. Его мать Мая-Мария Линдгрен, учительница в неполной средней школе, была очень набожна и принадлежала к членам Евангельского патриотического общества (швед. Evangeliska Fosterlandsstiftelsen). Отец, лесничий Элуф Энквист, умер, когда сыну не было ещё и года. В 2007 году Пер Улоф так написал о своём детстве: «Если родишься в глубине лесов, то деревья и земля — это надёжность. Вместо товарищей в забавах я имел большой лес, бывший всем для меня. Это сформировало мой сильный, несгибаемый характер. Я был не одинок. У меня были сосны». В середине пятидесятых годов Энквист подавал большие надежды как легкоатлет: в прыжках в высоту он имел результат 1,97 м. С 1955 по 1964 год учился в Уппсальском университете, который окончил со степенью магистра философии. Потом Энквист работал критиком в газетах «Свенска Дагбладет» («Шведская дневная газета») и «Expressen», был репортёром на Олимпийских играх в Мюнхене. В 1970—1971 годах он по стипендии Немецкой службы академических обменов жил в Западном Берлине, в 1973 — в Лос-Анджелесе как приглашённый преподаватель Калифорнийского университета, а с 1978 по 1993 год — в Копенгагене, за исключением 1986—1988 гг., прожитых в Париже. Там писатель стал злоупотреблять спиртным, но вовремя спохватился (это отражено в автобиографическом произведении «Другая жизнь»). С 1990 года он абстинент. До 1976 вёл рубрики в масс-медиа и работал на телевидении. С конца 1970-х годов он становится всё более заметным писателем и с 1977 года занимается исключительно литературным трудом.
Энквист был трижды женат. От первого брака с Маргаретой Эрссон имел сына Матса и дочь Йенни. Второй женой (с 1980 по 1994) была датская писательница Лоне Бастгольм, затем Энквист был женат на Гунилле Тургрен, которая работала заместителем министра культуры. Супруги жили в Ваксгольме.

## Творчество
Жанр романов Энквиста — это интеллектуальная историческая проза. На основе биографий известных людей Энквист строит насыщенное трагедийным мировосприятием повествование. Так, в одном из самых известных романов Энквиста, «Визит лейб-медика» (1999), история возвышения и падения Иоганна Струэнзе, первого министра датского короля Кристиана VII, становится отправной точкой в исследовании писателем глубин человеческой личности. В романе «Книга о Бланш и Мари» (2004), посвящённом исследованию судеб двух женщин — знаменитой пациентки Шарко Бланш Викман и учёной Мари Кюри, — пронизана символикой смертельно опасного радиоактивного излучения как образа страдания, пронизывающего жизнь человека. Художественный метод Энквиста испытал заметное влияние психоанализа.
Энквист написал несколько киносценариев, по ним снимали фильмы Билле Аугуст, Ян Труэль, многие его романы и пьесы были экранизированы: по драме Создатели образов (1998) о Сельме Лагерлёф поставил одноименный телефильм Ингмар Бергман (2000), фильм Николая Арселя «Королевский роман» по роману «Визит лейб-медика» получил две премии Берлинале-2012.

## Литературные награды
- Литературная премия Северного Совета за роман Легионеры (1969)
- Шведская литературная премия газеты Dagbladet (1966)
- Награда «Золотой жук» Шведского института кинематографии в 1996 году
- Шведская литературная премия фонда Сельмы Лагерлёф (1997)
- Дважды обладатель шведской литературной Августовской премии в 1999 и 2008 годах
- премия Нелли Закс (2003)
- Независимая литературная премия в Великобритании (2003)
- Австрийская государственная премия по европейской литературе (2009)
- Литературная премия Шведской академии (2010)

## Публикации на русском языке
- Библиотека капитана Немо. М.: Радуга, 1994. ISBN 5-05-004222-4
- Ночь трибад: Пьеса // Все дни, все ночи. Современная шведская пьеса. М.: Новое литературное обозрение, 1997
- Гамсун: Киносценарий // Киносценарии, 1997, № 2-3
- Пятая зима магнетизера. Низверженный ангел. М.: Б. С. Г.-Пресс; Иностранка, 2001 ISBN 5-94145-030-3, 5-93381-078-2
- Визит лейб-медика. СПб: Изд-во Ивана Лимбаха, 2004 ISBN 5-89059-071-5
- Книга о Бланш и Мари. СПб: Изд-во Ивана Лимбаха, 2006. Переводчик: Анна Савицкая. ISBN 5-89059-080-4